# Malsha Shehani
Malsha Shehani (* 5. Juni 1995 in Deiyandara, Sri Lanka) ist eine sri-lankische Cricketspielerin, die seit 2013 für die sri-lankische Nationalmannschaft spielt.

## Aktive Karriere
Shehani gab ihr Debüt in der Nationalmannschaft im Februar 2017 beim Women’s Cricket World Cup Qualifier 2017 gegen Indien. Ihr Debüt im WTwenty20-Cricket folgte im Juni 2018 beim Women’s Twenty20 Asia Cup 2018. Ab dem Jahr 2022 war sie dann regelmäßiger im Team. Sie war Teil der sri-lankischen Vertretung beim Commonwealth Games 2022 und hatte dort einen Einsatz. Beim Women’s Twenty20 Asia Cup 2022 gelangen ihr gegen Malaysia 4 Wickets für 2 Runs, wofür sie als Spielerin des Spiels ausgezeichnet wurde. Beim ICC Women’s T20 World Cup 2023 absolvierte sie zwei Spiele, wobei sie jedoch keine Wickets erreichen konnte.